# 3-메틸유리딘
3-메틸유리딘(영어: 3-methyluridine, m3U) 또는 N3-메틸유리딘(영어: N3-methyluridine)은 피리미딘 뉴클레오사이드의 한 종류이다. 생물에서 3-메틸유리딘은 고균의 23S rRNA, 세균의 16S rRNA 및 23S rRNA, 진핵생물의 18S rRNA와 25S rRNA 및 28S rRNA에서 발견된 RNA 변형으로 존재한다.

## 같이 보기
- 5-메틸유리딘
- 5-메틸사이티딘